# Paul Malisch
Paul Malisch, född 15 juni 1881 i Landsberg an der Warthe, död 9 april 1970, var en tysk simmare.
Malisch blev olympisk bronsmedaljör på 200 meter bröstsim vid sommarspelen 1912 i Stockholm.